# Sophie Tal Men
Pour les articles homonymes, voir Ory.
Sophie Tal Men, dont le nom d'état civil est Sophie Ory, née en 1980, est une romancière et neurologue française, considérée comme l'une des figures du roman populaire français du début du XXIe siècle. Ses travaux scientifiques concernent notamment les perturbations des mécanismes de la perception et des émotions dans la maladie de Parkinson.

## Biographie

### Famille et formation
Née en 1980, elle est la fille d'une kinésithérapeute et d'un médecin généraliste de campagne. Son grand-père dirigeait un sanatorium. Très intéressée par les Lettres durant ses études secondaires au lycée Chateaubriand de Rennes, elle s'oriente vers khâgne et hypokhâgne mais hésite avec les études de médecine. Elle préfère alors suivre la recommandation de son père « Mon père, Patrick Ory, m’a seulement dit qu'il n’y avait pas de médecine par loisirs ». Elle intègre la faculté de médecine de l'université Rennes-I et termine première des bizuts au concours de première année : « Je me suis donné tous les moyens, je ne faisais rien d’autre ».
Mariée à un médecin, elle est mère de trois enfants. Elle est aussi la belle-sœur d'Aurélie Valognes, également romancière.

### Carrière médicale
Elle s'oriente vers la neurologie, selon elle la « spécialité la plus littéraire [...] Tout est en lien avec les sens, les émotions. Il y a une base théorique des plus complexes [...] ».
Exerçant cette spécialité à l'hôpital du Scorff à Lorient,, elle est aussi chercheuse clinicienne à l'Université Rennes-II et publie ses travaux dans le domaine de la maladie de Parkinson dans les revues Journal of the Neurological Sciences (en) et Journal of Neuropsychology (en).

### Carrière d'écrivain
Adoptant le nom de plume de Sophie Tal Men,, elle publie son premier roman sur Amazon via le service d'auto-édition CreateSpace en 2015, intitulé Les yeux couleur de pluie, roman repris par l'éditeur Albin Michel : il est vendu à plus de 100 000 exemplaires et place son auteur en « tête d'affiches des plus grosses ventes ».
Elle publie ensuite un roman chaque année depuis 2016.
Elle est considérée comme l'une des « nouvelles papesses du roman populaire » aux côtés de sa propre belle-sœur Aurélie Valognes, d'Agnès Martin-Lugand, Raphaëlle Giordano, Agnès Ledig et de Virginie Grimaldi,.

## Publications

### SérieMarie-Lou
- Les yeux couleur de pluie, 2015 en auto-édition puis en 2016 aux éditions Albin Michel  (ISBN 978-2-22632-099-5)
- Entre mes doigts coule le sable, 2017, Albin Michel,  (ISBN 978-2-22632-101-5)
- De battre la chamade, 2018, Albin Michel,  (ISBN 978-2-22640-036-9)

### Autres romans
- Qui ne se plante pas ne pousse jamais, 2019, Albin Michel,  (ISBN 978-2-22643-985-7)
- Va où le vent te berce, 2020, Albin Michel,  (ISBN 978-2-22644-671-8)
- Là où le bonheur se respire, Albin Michel, 2021, 288 p., 14cm x 20c (ISBN 978-2-22645-737-0, présentation en ligne).
- Des matins heureux , Albin Michel, 2022  (ISBN 978-2-22647-021-8)
- La promesse d'une île, Albin Michel, mars 2023.  (ISBN 222-6470220)
- Les cœurs silencieux, Albin Michel, 2024  (ISBN 9782253252191)
- La Tendresse des autres, Albin Michel, 2025  (ISBN 9782226490179)

## Pour approfondir